# Tramwaje we Frankfurcie nad Menem
Tramwaje we Frankfurcie nad Menem (niem. Straßenbahn Frankfurt am Main) – system tramwajowy funkcjonujący we Frankfurcie nad Menem, w Niemczech. Jest jednym z dwóch systemów (obok U-Bahn) miejskiego transportu szynowego działającego na terenie miasta. Składa się z: 8 linii zwykłych, jednej linii okresowej oraz jednej linii okolicznościowej.
Pierwsza linia tramwaju konnego ruszyła 19 maja 1872 roku. Sieć została zelektryfikowana w latach 1884–1899.

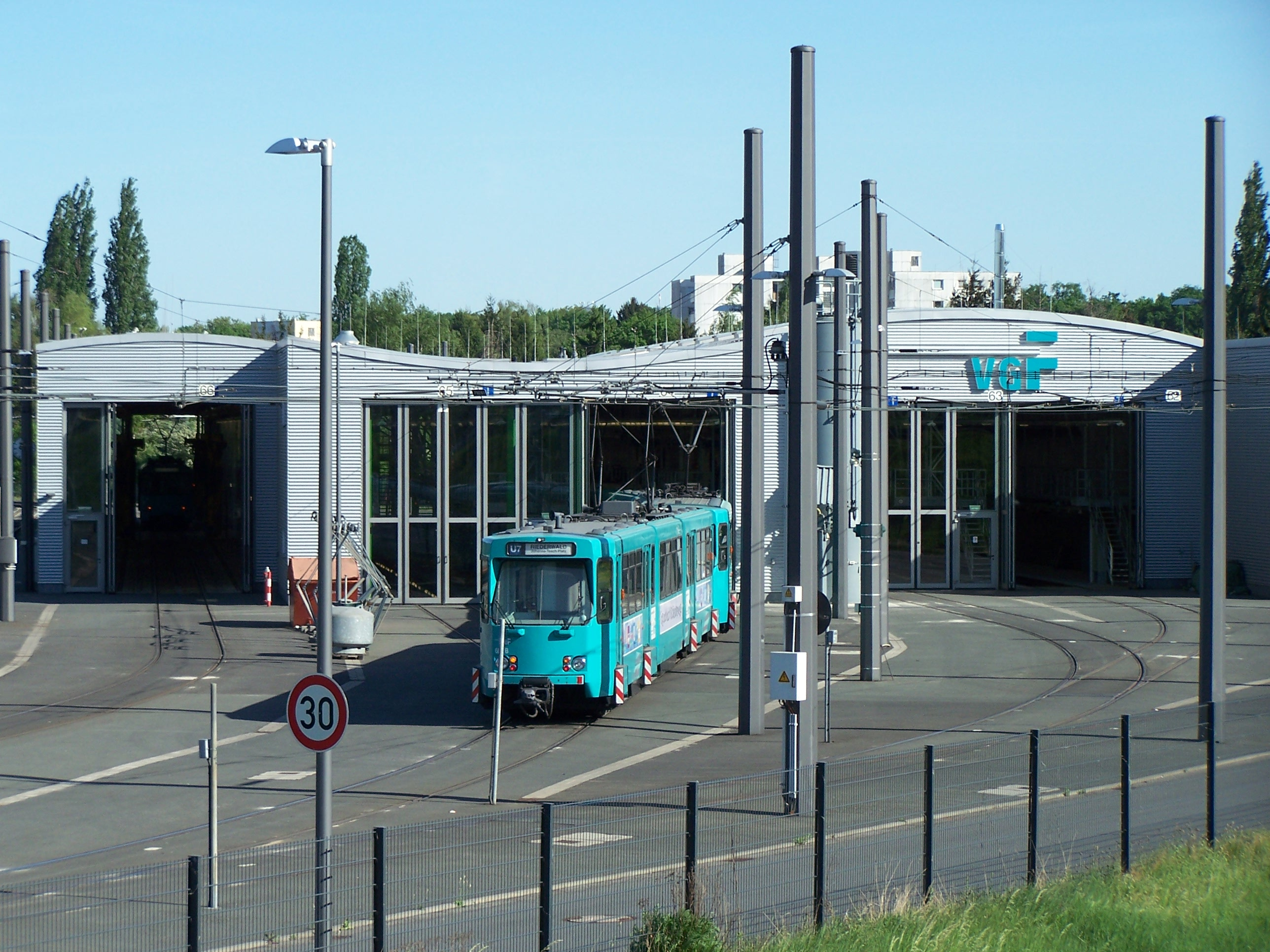
Tramwaj typu Pt na terenie zajezdni Betriebshof Ost

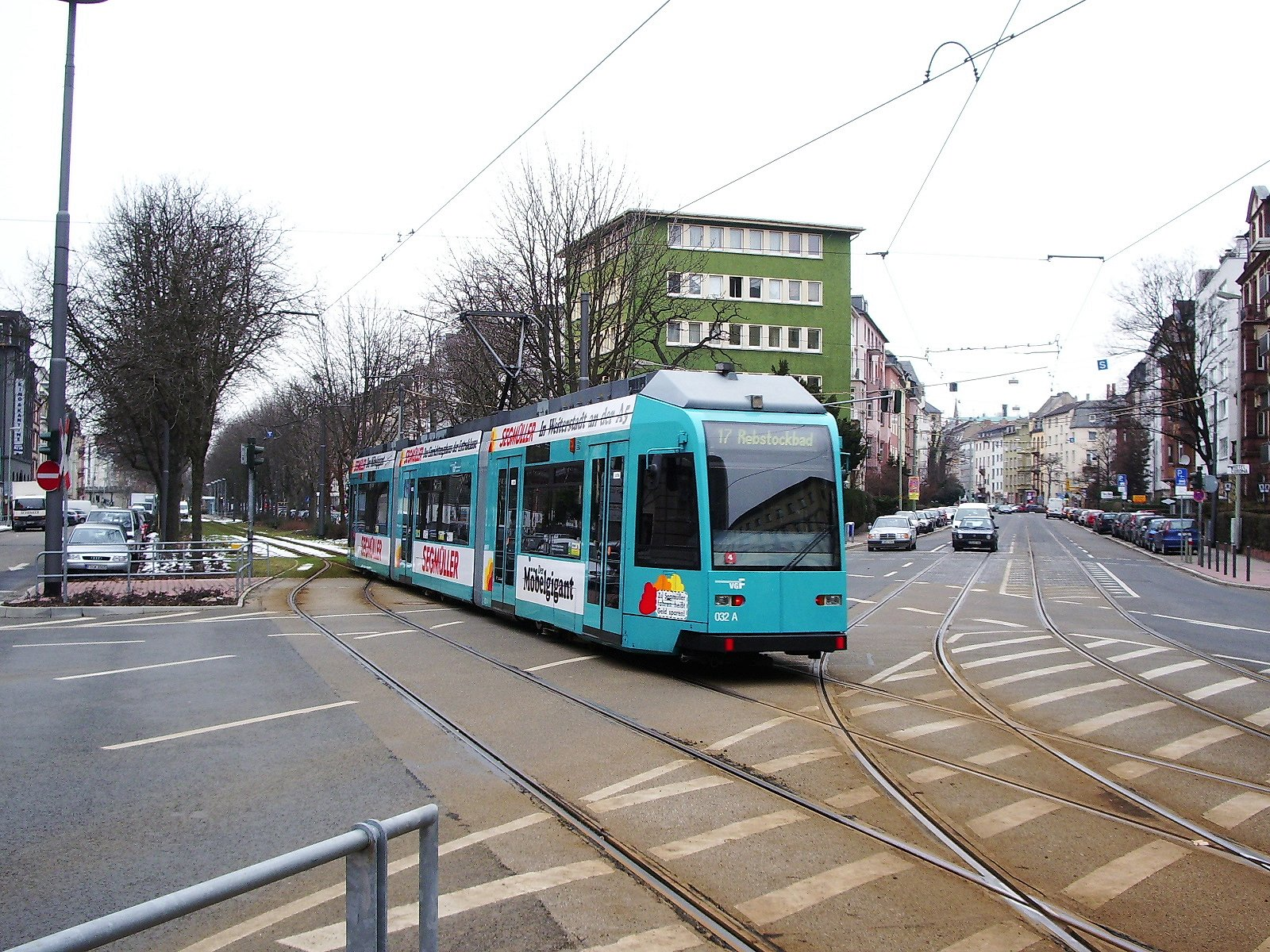
Tramwaj typu R w obsłudze linii nr 17

## Linie
Wykaz linii tramwajowych we Frankfurcie nad Menem według stanu na grudzień 2019 roku przedstawiono w tabeli poniżej.
| Linia | Trasa | Liczba przystanków | Czas przejazdu | Częstotliwość                                                    | Uwagi                                                                                 |
| ----- | --- | ------------------ | -------------- | ---------------------------------------------------------------- | ------------------------------------------------------------------------------------- |
| 11    | Höchst, Zuckschwerdstraße – Gallus – Hauptbahnhof – Willy-Brandt-Platz – Ostbahnhof – Fachenheim, Schießhüttenstraße                                                           | 38                 | 60 min         | dni powszednie: 7,5 min dni wolne: 10 min                        |                                                                                       |
| 12    | Schwanheim, Rheinlandstraße – Niederrad – Friedensbrücke – Hauptbahnhof – Willy-Brandt-Platz – S-Bahnhof Konstablerwache – Bornheim – Fachenheim, Hugo-Junkres-Straße/Schleife | 37                 | 62 min         | dni powszednie: 10 min dni wolne: 15 min                         |                                                                                       |
| 14    | Gallus, Gustavsburgplatz – Hauptbahnhof – Willy-Brandt-Platz – Zoo – Bornheim, Ernst-May-Platz                                                                                 | 21                 | 31 min         | dni powszednie: 10 min dni wolne: 15 min                         |                                                                                       |
| 15    | Niederrad, Haardtwaldplatz – Otto-Hahn-Platz – Südbahnhof (– S-Bahnhof Mühlberg – Offenbach, Stadtgrenze)                                                                      | 25                 | 36 min         | dni powszednie: 10 min dni wolne: 15 min                         |                                                                                       |
| 16    | Ginnheim – Bockenheimer Warte – Hauptbahnhof – Friedensbrücke – Otto-Hahn-Platz – Südbahnhof – S-Bahnhof Mühlberg – Offenbach, Stadtgrenze                                     | 29                 | 44 min         | dni powszednie: 10 min soboty: 10 min niedziele i święta: 15 min |                                                                                       |
| 17    | Rebstockbad – Hauptbahnhof – Friedensbrücke – S-Bahnhof Stresemannallee – Sachsenhausen – Neu-Isenburg, Stadtgrenze                                                            | 18                 | 30 min         | dni powszednie: 10 min dni wolne: 15 min                         |                                                                                       |
| 18    | Preungesheim, Gravensteiner-Platz – S-Bahnhof Konstablerwache – Ignatz-Bubis-Brücke – Südbahnhof – Sachsenhausen, Louisa Bahnhof                                               | 16                 | 28 min         | dni powszednie: 10 min dni wolne: 15 min                         |                                                                                       |
| 19    | Schwanheim, Rheinlandstraße – Niederrad – S-Bahnhof Stresemannallee – Sachsenhausen, Louisa Bahnhof                                                                            | 26                 | 37 min         |                                                                  | Wykonuje trzy kursy w dni powszednie.                                                 |
| 20    | Hauptbahnhof – Friedensbrücke – Sachsenhausen, Stadion | 11                 | 17 min         |                                                                  | Linia specjalna uruchamiana przy okazji organizacji wydarzeń na stadionie Eintrachtu. |
| 21    | (Nied Kirche –) Gallus, Mönchhofstraße – Hauptbahnhof – Friedensbrücke – Sachsenhausen, Stadion                                                                                | 27                 | 42 min         | dni powszednie: 7,5 min dni wolne: 10 min                        |                                                                                       |

## Tabor
Na tabor tramwajowy we Frankfurcie nad Menem składają się trzy typy taboru. Ich stan na koniec 2019 roku przedstawiono w tabeli poniżej.
| Typ | Liczba | Producent  | Lata produkcji | Długość |
| --- | ------ | ---------- | -------------- | ------- |
| Pt  | 5      | Duewag     | 1977           | 28,7 m  |
| R   | 38     | Duewag     | 1993–1995      | 27,6 m  |
| S   | 74     | Bombardier | 2003–2013      | 30,3 m  |

Wiele typów pojazdów pochodzących z Frankfurtu było w późniejszym czasie eksploatowanych przez polskie przedsiębiorstwa tramwajowe. Wagony typu Pt kursują w Górnośląsko-Zagłębiowskiej Metropolii. W przeszłości były to także tramwaje typu M oraz typu N w Poznaniu, a także doczepy bierne typu l w Szczecinie.